# The Marathon (film)
The Marathon er en amerikansk stumfilm fra 1919 af Alfred J. Goulding.

## Medvirkende
- Harold Lloyd som Harold
- Snub Pollard som Snub
- Bebe Daniels
- Sammy Brooks
- Lew Harvey